# Marcelo Ramiro Camacho
Marcelo Ramiro Camacho, mais conhecido como Camacho, (Rio de Janeiro, 24 de março de 1980) é um ex-futebolista brasileiro que atuava como meia.

## Carreira
Camacho destacou-se no futebol brasileiro em 2003, quando atuava no Botafogo e ajudou o time a subir de volta para a Primeira Divisão do Campeonato Brasileiro. No penúltimo jogo do quadrangular final da Série B, Camacho fez dois gols na vitória do alvinegro por 3 a 1 sobre o Marília, o jogo que selou o acesso do clube. Após um período oscilando entre na reserva do time, foi negociado em 2005 para o futebol árabe.
No Oriente, o time em que mais se destacou foi o Al-Shabab, onde foi o principal jogador da equipe nas duas últimas temporadas e virou ídolo entre os torcedores. Permaneceu no clube até julho de 2013, quando se transferiu para o Vitória. No entanto, foi reserva durante toda sua passagem pela equipe baiana, sendo pouco aproveitado e, no final de setembro, acertou uma rescisão amigável com o clube.
Retornou ao futebol do Oriente Médio por mais um ano e, no final de 2014, acertou com o Madureira para a disputa do Campeonato Carioca de 2015.

## Títulos
Al-Hilal
- Campeonato Saudita: 2004-05
- Copa da Arábia Saudita: 2005

Al-Shabab
- Copa do Rei da Arábia Saudita: 2008, 2009

Al-Ahli
- Copa do Rei da Arábia Saudita: 2012

Madureira
- Taça Rio: 2015